# АЕС Лемоніс
Атомна електростанція Лемоніс (ісп. Central nuclear de Lemóniz) — недобудована атомна електростанція в Лемуїсі, в баскській провінції Біская, Іспанія. Її будівництво зупинилося в 1983 році, коли іспанська програма розширення ядерної енергетики була скасована після зміни уряду. Її два реактори з водою під тиском, кожен по 930 МВт, були майже завершені, але ніколи не експлуатувалися. Електростанція була побудована і мала експлуатуватися компанією Iberduero, попередницею сьогоднішньої Iberdola.
Конфлікт навколо атомної електростанції Лемоніс був одним із головних антиядерних питань у 1970-х і 1980-х роках в Іспанії. Воно зіткнулося з великою опозицією з боку баскського антиядерного руху та баскської збройної сепаратистської організації ЕТА.

## Історія та технічна інформація

### Початки
Однією з причин, чому в Іспанії обрали атомну енергетику, була нестача енергетичних ресурсів, зокрема брак та низька якість вугілля. Цей недолік підштовхнув енергетичну систему до дефіциту та її залежності від іноземних держав. У міжвоєнний період спостерігався розвиток гідроенергетики з будівництвом великих дамб і гідроелектростанцій, але після 1939 року, коли почалася Громадянська війна і Франциско Франко переміг на виборах, Іспанія постраждала від блокади союзників, що спричиняло часті відключення електроенергії.
У 1960-х роках Франко схвалив перший національний енергетичний план і вирішив, що Іспанія вступить у ядерну еру. Його план включав 41 атомну електростанцію, і 4 атомні електростанції розглядалися для Країни Басків; Лемоніс, Дева, Іспастер і Вергара.

### Електростанція Лемоніс
Будівництво електростанції почали планувати 15 листопада 1971 року, ще за диктатури Франциско Франко, коли директори компаній Iberduero та Hidroeléctrica Española повідомили міністра промисловості Хосе Марію Лопеса де Летона про готовність розпочати будівництво атомної електростанції. Було заплановано два реактори з водою під тиском потужністю приблизно 1000 МВт кожен.

### Будівництво
Роботи на будівництві почалися ще в 1972 році без необхідних дозволів. З самого початку будівництво станції ставилося під сумнів широким екологічним рухом і, перш за все, жителями та міською радою цього району. На політичному рівні можна сказати, що найсильнішою опозицією до електростанції були націоналістичні ліві організації, такі як Euskadiko Ezkerra або Herri Batasuna.
Будівництво обох енергоблоків почалося 14 березня 1974 року. Це триконтурні реактори з водою під тиском Westinghouse M312 валовою потужністю 930 МВт кожен. Кожен з них надсилатиме до мережі 883 МВт.
Між 1975 і 1976 роками, на тлі нафтової кризи, в розпал політичної трансформації та дуже напруженого політичного клімату в Країні Басків, антиядерна опозиція зуміла зупинити проекти Дева та Іспастер, а Рада провінції Наварра відмовився від АЕС Вергара. Таким чином Лемоніс стала єдиною атомною електростанцією в Країні Басків, яку не зупинили, а будівництво тривало.
Проти електростанції Лемоніс виступила асоціація під назвою Комісія з захисту без'ядерного баскського узбережжя, якій вдалося зібрати понад 150 000 підписів. Пізніше, у серпні 1976 року, відбулися масові демонстрації проти електростанції, які налічували 50 000 осіб. 14 липня 1977 року відбулася найбільша за всю історію демонстрація, де майже 200 000 людей зібралися, щоб висловити своє несхвалення триваючому будівництву атомної електростанції.

### Терористичні атаки
Тоді ж тодішня терористична група ЕТА вирішила діяти. Вона приєдналася до антиатомних протестів і заручилася великою громадською підтримкою, приєднавшись до боротьби проти АЕС. 18 грудня 1977 року було прийнято рішення атакувати будівельний майданчик атомної електростанції. Спочатку лише на охороні електростанції, 17 березня 1978 року навіть на самій електростанції, коли заклали бомбу в реакторну залу. Наступний вибух спричинив серйозні матеріальні збитки, двоє загиблих і ще двоє отримали поранення. Однак на цьому атаки не закінчилися, оскільки 13 червня 1979 року групі ЕТА вдалося закласти другу бомбу, цього разу в машинному залі. В результаті вибуху загинув один робітник і вийшов з ладу турбогенератор.
На додаток до вибухів, наприклад, Хосе Марія Райан Естрада, головний інженер проекту атомної електростанції, був викрадений і згодом убитий групою ETA під час будівництва в 1981 році. ЕТА вимагала знести електростанцію, але це не було задоволено. У 1982 році було вбито ще одного інженера, Анхеля Паскуаля Мугіку, який зник, коли вранці збирався йти на роботу.

### Припинення проекту
Після нападів і вбивств проект був повністю паралізований. У вересні 1982 року центральний уряд через указ про втручання взяв на себе продовження та виконання робіт на Лемоніс державою. Однак через місяць PSOE перемогла на загальних виборах і не відновила будівлю.
У 1984 році уряд наказав запровадити ядерний мораторій, який призупинив роботу як на Лемоніcі, так і на двох інших атомних електростанціях, які наразі будувались або збиралися будувати, Вальдекабальєрос і Саяго.
Електростанція на момент зупинки роботи була майже завершена, перший блок чекав на закачування палива в активну зону, а другий блок був майже завершений у плані конструкційних робіт. Після 1984 року розглядалося перетворення на електростанцію комбінованого циклу або парк розваг. Компанія-власник електростанції поступово продала все встановлене обладнання. Після 2000 року від електростанції залишився лише залізобетонний каркас.

## Інформація про реактори
| Реактор   | Тип реактора      | Продуктивність | Продуктивність | Початок будівництва | Підключення до мережі                    | Введення в експлуатацію                  | Закриття |
| Реактор   | Тип реактора      | Нетто          | Брутто         | Початок будівництва | Підключення до мережі                    | Введення в експлуатацію                  | Закриття |
| --------- | ----------------- | -------------- | -------------- | ------------------- | ---------------------------------------- | ---------------------------------------- | -------- |
| Лемоніс-1 | Westinghouse M312 | 883 МВт        | 930 МВт        | 14. 3. 1974         | Будівництво скасовано 1 квітня 1984 року | Будівництво скасовано 1 квітня 1984 року |          |
| Лемоніс-2 | Westinghouse M312 | 883 МВт        | 930 МВт        | 14. 3. 1974         | Будівництво скасовано 1 квітня 1984 року | Будівництво скасовано 1 квітня 1984 року |          |

## Зовнішні посилання
- WISE News Communique archive [Архівовано 2011-09-26 у Wayback Machine.] July 21, 1995 Spanish banks to assume nuclear debt.
- Nuclear News Country Review: SPAIN (1994) at the INSC website.